# Grunge
Grunge, "Seattlesoundet",  är en genre inom alternativ rock, influerad av bland annat hardcorepunk, heavy metal och indierock, vars storhetstid ägde rum från slutet av 1980-talet till början av 1990-talet. Musikstilen har sitt ursprung i nordvästra USA och är allra främst associerat med staden Seattle. Grungen kännetecknas vanligen av lugna, stillsamma och ibland deprimerande verser med aggressiva refränger. Ett annat typiskt exempel är hes och grov röst blandat med "grötiga" gitarriff. Ordet "grunge" är amerikansk slang för "motbjudande" eller "smuts".

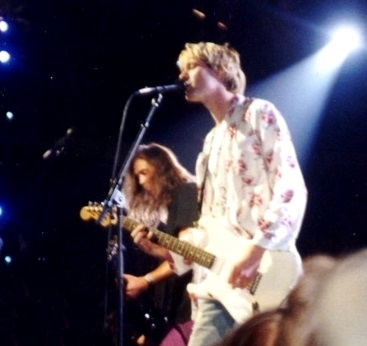
Nirvana från Seattle.

Grupper som brukar förknippas med grunge är Nirvana, Soundgarden, Alice in Chains och Pearl Jam, dessa var de band som bidrog till grungens kommersiella genombrott och går även under namnet "Seattle's Big Four". Fler pionjärer inom genren var Mudhoney,  Green River, Mother Love Bone, Malfunkshun, Skin Yard, och The Melvins.

## Historia

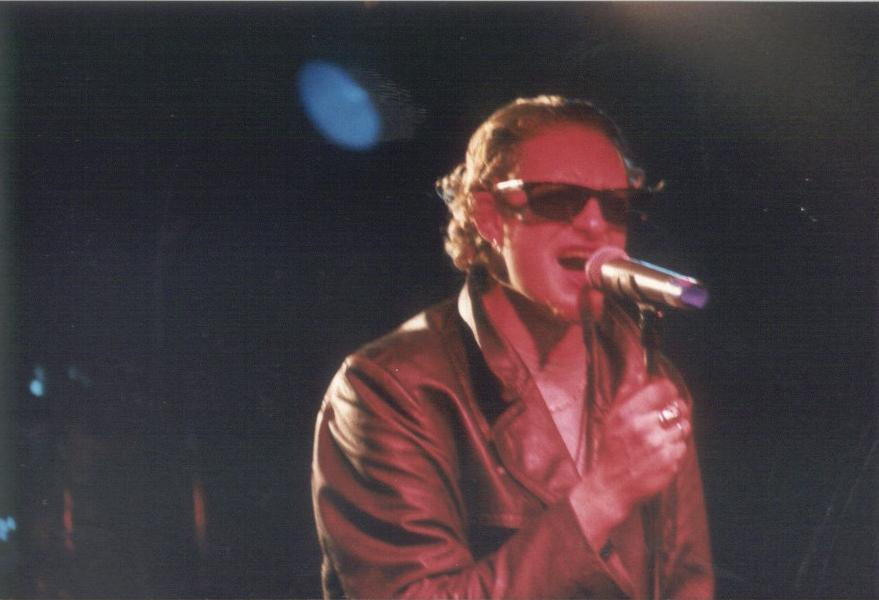
Alice in Chains med före detta frontmannen Layne Staley var ett av de mest högprofilerade grungebanden.

Grungemusiken har sitt ursprung i nordvästra USA; Washington, Oregon, Montana och Idaho, och förknippas mest med staden Seattle, Washington. Grungen kallas även för Seattle-soundet. Stilen uppstod ur den lokala punkscenen. Andra influenser var bland annat hard rock och heavy metal (särskilt Black Sabbath och Led Zeppelin) och alternativ rock/indierock som till exempel Pixies, Sonic Youth och Dinosaur Jr. En annan viktig inspirationskälla var punkens vidareutveckling hardcore. Exempel på band inom denna stil var Black Flag, Dead Kennedys och Bad Brains. Även Neil Young var en viktig inspiration, särskilt då hans inspelningar med Crazy Horse.
Under 1980-talet började de första grungegrupperna dyka upp. Band som Green River, Melvins och Mother Love Bone lade grunden för soundet, med tungt distade gitarrer, kontrasterande sångdynamik och apatiska texter. Även Soundgarden kan räknas till den första vågen av grungeband, då de startade 1984 och medverkade på albumet Deep Six tillsammans med många andra tidiga band.
Det dröjde dock till 1992 innan stilen slog igenom stort. Då blev bland andra Soundgardens Badmotorfinger, Pearl Jams Ten och, sist men inte minst, Nirvanas Nevermind storsäljare, alla tre albumen släppta föregående år. Det var det sistnämnda bandet som fick bli grungens flaggskepp, och dess frontman Kurt Cobain blev en symbol för rörelsen samt en hel generation. Dock hade grungen framgångar redan 1990, då Alice in Chains blev det första av grunge-banden som hamnade på Billboard 200-listan i USA listan när man släppte sitt första studioalbum Facelift.

## Grungens "Big Four" efter storhetstiden
Alice In Chains spelade in sex album tillsammans. Sångaren Layne Staley drogs dock med heroinmissbruk och efter den halvakustiska EP:n Jar of Flies innebar det att gruppen fick svårare och svårare att turnera och spela in skivor. Staley gjorde sitt sista framträdande med gruppen på unpluggedspelningen 1996. Han dog av en överdos den 5 april 2002. Bandet upplöstes men återförenades 2005 och turnerade under 2006 med William DuVall som sångare. 2009 släpptes ett nytt album, Black Gives Way to Blue med den nya sångaren. 
Nirvana åkte under de första månaderna av 1994 ut på en turné. Efter en konsert på turnén i Rom fann Courtney Love på morgonen den 4 mars Kurt Cobain medvetslös på sitt hotellrum, och han fördes till sjukhus. Läkaren berättade på presskonferensen att sångaren hade reagerat på en kombination av ordinerat Rohypnol och alkohol. Mycket tyder på att det rörde sig om ett självmordsförsök. Resten av turnén ställdes in, inklusive en planerad avstickare till Storbritannien.
Efter mindre än en vecka av rehabilitering klättrade Cobain över muren kring området och tog ett plan tillbaka till Seattle. En vecka senare, fredagen den 8 april 1994, hittades Cobain död av en elektriker i sin bostad i Seattle. Dödsorsaken var ett uppenbarligen självförorsakat hagelskott mot huvudet. I och med denna händelse upplöstes Nirvana.
Obduktionen visade på att Kurt hade skjutit sig själv i huvudet med hagelgeväret tre dagar innan, alltså den 5 april. Den visade också att Kurt hade så mycket heroin i kroppen att han ändå skulle dött oavsett skottet från hagelgeväret. Därför finns det många teorier om att han begick självmord. Nirvana upplöstes efter Kurt Cobains död, men de resterande medlemmarna fortsatte vara musikaliskt aktiva.
Soundgarden släppte sitt femte studioalbum Down on the Upside 1996 och upplöstes 1997. Vissa hävdar att grunge-eran slutade när Cobain dog, medan andra hävdar att det skedde i och med Soundgardens upplösning. Soundgarden återförenades den 1 januari 2010 och släppte albumet King Animal 2012. Under tiden som bandet var upplöst spelade dess frontfigur Chris Cornell i Audioslave med tre medlemmar från Rage Against the Machine. 
Pearl Jam har varit väldigt framgångsrikt sedan bandets start 1990 och släppte sitt tionde studioalbum Lightning Bolt 2013.

## Postgrunge
Grungen dog mer eller mindre ut i mitten av 1990-talet men det dök upp nya band som påminde om de men hade ett mer radiovänligt sound, till exempel brittiska Bush och amerikanska Creed. Dessa grupper brukar kallas för postgrungegrupper.

## Kända grungeband
Seattle:
- Alice in Chains
- Mad Season
- Mother Love Bone
- Melvins
- Mudhoney
- Nirvana
- Pearl Jam
- Seaweed
- Screaming Trees
- Soundgarden
- Temple of the Dog
- Tad
- Green River
- Seven Year Bitch

Övriga USA:
- Babes in Toyland (Minneapolis)
- The Fluid (Denver)
- L7 (Los Angeles)
- Lead Road (Sevilla)
- Stone Temple Pilots (San Diego)

## Populära grungealbum
- Green River – Rehab Doll (1988)
- Soundgarden – Ultramega OK (1988)
- Nirvana – Bleach (1989)
- Mudhoney – Mudhoney (1989)
- Soundgarden – Louder Than Love (1989)
- Mother Love Bone – Apple (1990)
- Alice in Chains – Facelift (1990)
- Pearl Jam – Ten (1991)
- Temple of the Dog – Temple of the Dog (1991)
- Nirvana – Nevermind (1991)
- Soundgarden – Badmotorfinger (1991)
- Alice in Chains – Dirt (1992)
- Stone Temple Pilots – Core (1992)
- Pearl Jam – Vs. (1993)
- Nirvana – In Utero (1993)
- Soundgarden – Superunknown (1994)
- Bush – Sixteen Stone (1994)
- Alice in Chains – Alice in Chains (1995)
- Mad Season – Above (1995)